# Sauro Babini
Sauro Babini (Roncalceci, 24 dicembre 1925 – San Martino in Gattara, 16 marzo 1944) è stato un partigiano e antifascista italiano.

## Biografia
Studente, militante nelle file della Resistenza nel ravennate sin dai primi giorni successivi all'Armistizio dell'8 settembre 1943, a meno di diciannove anni "Cetriolo" (questo il suo curioso nome di battaglia) era già comandante dei GAP operanti nella zona delle Ville Disunite ed autore di azioni audaci ed intelligenti contro i nazifascisti.
Nella primavera del 1944, durante una marcia di trasferimento con alcuni volontari in direzione della base appenninica in cui era dislocata la 8ª Brigata Garibaldi Romagna di cui era entrato a far parte, il suo gruppo si imbatté inaspettatamente in un reparto nazista in località San Martino in Gattara, vicino a Brisighella. Seppur in condizioni di manifesta inferiorità, egli affrontò lo scontro, sbarrando il passo ai nemici: con l'intento di dare il tempo necessario ai suoi compagni di mettersi in salvo, Babini rimase da solo a lungo con il suo mitragliatore a sostenere il combattimento, finché inevitabilmente soccombette, permettendo ai partigiani di raggiungere incolumi l'obiettivo. I suoi funerali verranno celebrati esattamente un anno dopo a Roncalceci, sua città natale, con una forte partecipazione popolare ed alla presenza di Arrigo Boldrini.
In suo onore nel 1944 fu intitolato un distaccamento della 28ª Brigata Garibaldi "Mario Gordini", comandata da Arrigo Boldrini, operante nelle Ville Disunite e nei territori di Russi, Bagnacavallo e Fusignano.